# La Torre de Fontaubella
La Torre de Fontaubella (Torre de Fontaubella in spagnolo) è un comune spagnolo di 133 abitanti situato nella comunità autonoma della Catalogna.